# 紫青擬雀鯛
紫青拟雀鲷（学名：Pseudochromis tapeinosoma）为輻鰭魚綱鱸形目拟雀鲷科拟雀鲷属的鱼类，又名狭身准雀鲷。分布于印度太平洋以及台湾南部等，屬熱帶海水魚，深度2-60公尺，本魚體延長而側扁，體色為紫棕色或紫青色，背鰭硬棘3枚；背鰭軟條21-23枚；臀鰭硬棘3枚；臀鰭軟條12-14枚，體長可達7.4公分，棲息在珊瑚礁、潟湖或潮池，通常單獨或成對出現，具有地域性，屬肉食性，可做為觀賞魚。该物种的模式产地在安汶岛。